# Semidalis aleyrodiformis
Semidalis aleyrodiformis är en insektsart som först beskrevs av Stephens 1836.  Semidalis aleyrodiformis ingår i släktet Semidalis och familjen vaxsländor. Arten är reproducerande i Sverige. Inga underarter finns listade i Catalogue of Life.